# Малые Сен-Жерменские анналы
Малые Сен-Жерменские анналы (лат. Annales Sancti Germani minores) — составленные в кон. VIII в. исторические записки, рукопись которых, с поздними добавлениями, долгое время хранилась во французском Сен-Жерменском монастыре. Охватывают период с 642 по 1148 гг. (вместе с продолжением). Содержат сведения главным образом по истории Франкского (Малые анналы) и Западно-Франкского (Продолжение) государств.

## Издания
- Annales Sancti Germani minores // MGH, SS. Bd. IV. Hannover. 1841, p. 3[2].
- Annalium Sancti Germani continuatio // MGH, SS. Bd. IV. Hannover. 1841, p. 3-4[2].

## Переводы на русский язык
- Малые анналы святого Германа в переводе И. М. Дьяконова на сайте Восточная литература